# Смикавець Мікелі
Смикавець Мікелі (Cyperus michelianus) — вид тонконогоцвітих рослин родини осокових.

## Поширення, екологія
Зустрічається по всій Палеарктиці, більшості країн Африки, охоплюючи Маврикій і Мадагаскар і через східну і південно-східну Азію до Австралії. Росте на алювіальних річкових узбережжях на глині та піску, по краях ставків, канав і рисових полів.

## Морфологія
Однорічна, трав'яниста, чубата рослина. Коріння волокнисті. Стебла (0,3)1,5–6,7(10,6) см, поодинокі або в пучках, прямі. Листя (0,9)2,5–5,3(8,5) см × 0,6–2,2 мм, довжина, як правило, трохи більше, ніж у стебла. Сім'янки 1–1,5 × 0,2–0,4 мм, довгасто-еліптичні, солом'яно-жовті, коли молоді, темно-коричневі — пізніше.